# Di-hidrogenação de Upjohn
Di-hidrogenação de Upjohn é uma reação orgânica que converte um alceno a um diol cis vicinal, e foi desenvolvido por V. VanRheenen, R. C. Kelly e D. Y. Cha da Upjohn Company, USA em 1976. É um sistema catalítico que usa N-óxido de N-metilmorfolina (NMO) como re-oxidante estequiométrico para o tetróxido de ósmio, e é superior a métodos catalíticos anteriores.